# Heterometrus beccaloniae
Heterometrus beccaloniae ist ein indischer Skorpion der Familie Scorpionidae.

## Beschreibung
Der Holotypus ist ein 115 Millimeter langes weibliches Tier mit einheitlich schwarzer Farbe. Nur das Telson ist bei adulten Tieren rötlich gelb und bei juvenilen gelb, Sternum und Kammorgan sind braun. Die Kämme des Kammorgans haben 14 bis 16 Zähne. Die Femora der Pedipalpen sind außergewöhnlich breit, konvex geformt und nur etwa doppelt so lang wie breit. Femora und Patellen der Pedipalpen sind auf der gesamten Oberseite mit Granulen bedeckt. Das Telson ist behaart, mit einer Giftblase die länger als der Giftstachel ist. Das Vesikulum ist der Erstbeschreibung zufolge bei juvenilen Tieren langgestreckt, bei adulten blasenförmig. Bislang wurde kein männliches Tier gefunden.
Heterometrus beccaloniae ähnelt stark der Art Heterometrus wroughtoni, unterscheidet sich aber von ihr durch ihre weniger lappenförmig ausgeprägten und mit mehr Knoten und Granulen auf der Oberfläche versehenen Chelae. Die charakteristisch geformten Femora der Pedipalpen unterscheiden Heterometrus beccaloniae von allen anderen Arten der Gattung Heterometrus.

## Verbreitung und Lebensraum
Die Terra typica von Heterometrus beccaloniae sind die Javadi-Berge beim Dorf Kavalur im Tehsil Vaniyambadi, Distrikt Vellore des indischen Bundesstaats Tamil Nadu (12° 35′ N, 78° 50′ O). Sie liegt auf etwa 600 Metern Höhe über dem Meeresspiegel. In der Erstbeschreibung wurden weitere Funde aus dem Mudumalai National Park in den Nilgiri-Bergen, im Dreieck der indischen Bundesstaaten Karnataka, Kerala und Tamil Nadu, als Heterometrus beccaloniae identifiziert und als Paratypen aufgeführt. Anlässlich der Erstbeschreibung von Heterometrus atrascorpius im Jahr 2012 wurde darauf hingewiesen, dass die angeblichen Fundorte annähernd 500 Kilometer voneinander entfernt sind und stark unterschiedliche ökologische Bedingungen aufweisen. Die von den Nilgiri-Bergen stammenden Exemplare werden als Heterometrus atrascorpius zugehörig betrachtet.

## Systematik

### Erstbeschreibung
Die Erstbeschreibung erfolgte durch František Kovařík im Rahmen seiner 2004 veröffentlichten Revision der Gattung Heterometrus. Der Holotypus ist ein 115 Millimeter langes adultes weibliches Tier. Es wurden acht Paratypen festgelegt, eine Exuvie und sieben juvenile Exemplare. Das Typusmaterial befindet sich in der Sammlung von František Kovařík in Prag.
2012 wurden die aus den Nilgiri-Bergen stammenden Paratypen von Zeeshan A. Mirza, Devavarat Joshi, Gavin Desouza und Rajesh V. Sanap zur neu beschriebenen Art Heterometrus atrascorpio gestellt. Die Autoren kritisierten, dass Kovařík eine Population nach der Untersuchung ausschließlichen juveniler Exemplare bestimmt habe. Dies sei ohne genetische Untersuchungen nicht möglich, da sich zur Artbestimmung erforderliche Merkmale erst bei adulten Tieren zeigten. Zudem hielten sie Kovařík vor, dass er keine detaillierten Angaben über die Paratypen gemacht habe.

### Etymologie
Der Artname ehrt Janet Beccaloni, die Kuratorin der Sammlungen von Spinnentieren, Tausendfüßern, Bärtierchen und Stummelfüßern des Natural History Museum in London, für ihre Unterstützung der Forschungen Kovaříks.